# القاسم بن أبي بزة
القاسم بن نافع بن يسار بن أبي بزة أبو عاصم وأبو عبد الله القارئ، مولى عبد الله بن السائب المخزومي، أحد الرواة وهو ثقة. تابعي جليل وثقه الأئمة. مات سنة أَربع وعشرين ومائة.

## روايته للحديث النبوي
- رَوَى عَن: سالم البراد، وسَعِيد بْن جبير ، وسُلَيْمان بْن قيس اليشكري ، وأبي الطفيل عامر بْن واثلة ، وعروة بْن عامر، وعطاء الخراساني، وعطاء الكيخاراني، وعكرمة مولى ابْن عباس، ومجاهد بْن جبر المكي، ونافع مولى ابْن عُمَر، وأبي معبد مولى ابْن عَبَّاس.
- رَوَى عَنه: حجاج بْن أرطاة، والحكم بن أبان العندي، وداود بْن عَبْد الرَّحْمَنِ العطار، وسَعِيد بْن أَبي هلال ، وشبل بْن عباد الْمَكِّي، وشعبة بْن الحجاج ، وعَبْد الجبار بْن الورد، وعبد الحميد بْن عَبد اللَّهِ بْن كثير الداري، عبد الملك بن أَبي سليمان، وعبد الملك بْن عَبْد العزيز بْن جُرَيْج ، وعُمَر بْن حبيب المكي، وعَمْرو بْن دينار وهو أكبر منه، وفطر بْن خليفة ، ومُحَمَّد بْن عَبْد الرَّحْمَنِ بْن أَبي ليلى، ومسعر بْن كدام، وهشام الدستوائي.[4]

## أقوال العلماء فيه
الجرح والتعديل
- قال أبو حاتم بن حبان البستي : ذكره في الثقات.
- قال أحمد بن شعيب النسائي : ثقة.
- قال أحمد بن صالح الجيلي : ثقة.
- قال ابن حجر العسقلاني : ثقة.
- قال محمد بن سعد كاتب الواقدي : ثقة، قليل الحديث.
- قال يحيى بن معين : ثقة.